# Abington (Northamptonshire)
Abington – dzielnica miasta Northampton, w Anglii, w Northamptonshire, w dystrykcie (unitary authority) West Northamptonshire. Leży 2 km od centrum miasta Northampton i 97,2 km od Londynu. W 1911 roku civil parish liczyła 2485 mieszkańców. Abington jest wspomniana w Domesday Book (1086) jako Abintone.